# Сјер де Лишон
Сјер де Лишон (фр. Cier-de-Luchon) насеље је и општина у јужној Француској у региону Миди Пирене, у департману Горња Гарона која припада префектури Сен Годан.
По подацима из 2011. године у општини је живело 241 становника, а густина насељености је износила 22,76 становника/km². Општина се простире на површини од 10,59 km². Налази се на средњој надморској висини од 600 метара (максималној 1.988 m, а минималној 582 m).

## Демографија
| 1962. | 1968. | 1975. | 1982. | 1990. | 1999. | 2011. |
| ----- | ----- | ----- | ----- | ----- | ----- | ----- |
| 116   | 127   | 124   | 120   | 185   | 222   | 241   |

График промене броја становника у току последњих година